# Long châu truyền kỳ
Long Châu Truyền Kỳ (tiếng Trung: 龙珠传奇, Tiếng Anh: Legend of the Dragon Pearl), tên đầy đủ là Long châu truyền kỳ chi Vô gian đạo (龙珠传奇之无间道), là một bộ phim truyền hình cổ trang và tình cảm lãng mạn Trung Quốc của đạo diễn Chu Thiếu Kiệt và Châu Viễn Châu, với sự tham gia của Dương Tử, Tần Tuấn Kiệt, Mao Tử Tuấn, Thư Sướng. Phim bắt đầu phát sóng ở Trung Quốc trên kênh CCTV và An Huy TV vào ngày 8 tháng 5 năm 2017.

## Nội dung
Long Châu Truyền Kỳ chủ yếu xoay quanh chuyện tình giữa vua Khang Hi nhà Thanh (Tần Tuấn Kiệt) và Lý Dịch Hoan (Dương Tử) – công chúa cuối cùng của triều Nam Minh. Lúc sinh ra vì là công chúa, nên Dịch Hoan được đem tráo với con trai của Lý Định Quốc (Lý Kiếm Khanh, sau khi đánh tráo trở thành Chu Từ Huyên, thái tử nhà Nam Minh) cũng vừa chào đời. Lý Dịch Hoan trở thành con gái của  Tấn vương Lý Định Quốc và lớn lên trong Minh Châu cốc. Hàng ngày, nàng cùng với Chu Từ Huyên, Tuyết Khuynh Thành, Diệp Mặc Thanh và Phàn Thiến Ảnh rèn luyện võ nghệ. Sau khi trưởng thành, Dịch Hoan rời Minh Châu cốc, theo lệnh sư phụ tiếp cận Khang Hi để chờ cơ hội báo thù nước nợ nhà.
Tuy nhiên, sau khi cùng nhau trải qua nhiều biến cố, Dịch Hoan và hoàng đế Khang Hi lại rơi vào lưới tình. Dịch Hoan từ bỏ nhiệm vụ báo thù, cùng Khang Hy hẹn ước đời này kiếp này không bao giờ phản bội lẫn nhau.
Nếu như trong nhiều tác phẩm cổ trang về đề tài cung đình, biên kịch thường đi sâu xử lý sóng gió hậu cung thì Long Châu Truyền Kỳ lại nói đến sự giằng xé trong tâm hồn của một vị vua và một nàng công chúa tiền triều. Vốn định sẵn là kẻ thù nhưng giờ đây, tình yêu lại khiến Dịch Hoan chùn bước.
Sóng gió lại ập đến khi Dịch Hoan bị hãm hại và lâm trọng bệnh, thuốc giải duy nhất chính là giọt nước mắt của hoàng đế Khang Hi...

## Diễn viên
| Diễn viên        | Vai diễn                     | Giới thiệu nhân vật |
| ---------------- | ---------------------------- | --- |
| Dương Tử         | Chu Dich Hoan/ Lý Dịch Hoan  | Công chúa cuối cùng nhà Nam Minh, sinh cùng ngày cùng tháng cùng năm với Chu Từ Huyên nhưng sau đó được ngự y Phàn Li tráo đổi thân phận, cô trở thành con gái của Lý Định Quốc ở Minh Châu cốc, cô là sư muội của Tuyết Khuynh Thành (nội gián của Ngô Tam Quế), đồng thời cũng là sư muội của Phàn Thiến Ảnh, thời thơ ấu, cảm thấy áy náy với Thiến Ảnh vì cô rủ đi chơi nên Phàn sư tỷ bị gấu tấn công và hủy mất dung mạo. Dịch Hoan bị nhức đầu từ nhỏ nên cần nước mắt của hoàng đế để làm thuốc dẫn. Cô đến kinh thành và bất ngờ gặp Long Tam (Khang Hi), hai người kết nghĩa huynh đệ. Sau này nhập cung dần biết được thân phận của Long Tam. Hai người yêu nhau nhưng do mối thù gia tộc nên hai người không đến được với nhau. |
| Tần Tuấn Kiệt    | Khang Hi                     | Hoàng đế Đại Thanh, ban đầu gặp Lý Dịch Hoan và kết nghĩa huynh đệ với cô, sau đó có tình yêu với Lý Dịch Hoan nhưng do thân phận của hai người mà không ở được bên nhau. |
| Mao Tử Tuấn      | Chu Từ Huyên/ Lý Kiếm Khanh  | Thái tử Nam Minh, thực ra là con ruột của Lý Định Quốc. Có hôn ước với Lý Dịch Hoan, đã từng đính hôn với Dịch Hoan, mặc dù yêu Dịch Hoan sâu sắc nhưng anh lại bị Khang Hy cướp mất tình yêu, là tình địch và là kẻ thù truyền kiếp của Khang Hy. Khi Lý Dịch Hoan bị trúng độc bởi hắc kim, anh đã dốc hết nội lực để giải cứu Dịch Hoan và trở thành một phế nhân, cuối cùng Khang Hy cũng để anh ra đi. |
| Thư Sướng        | Tuyết Khuynh Thành           | Sư tỷ của Lý Dịch Hoan, sau đó cô giả thành Thư Uyển Tâm để vào cung. Cô yêu thầm Chu Từ Huyên nhưng không được nhận lại tình yêu đó. Vào ngày Lý Dịch Hoan đào hôn, Chu Từ Huyên lên cơn mê và cùng Tuyết Khuynh Thành cùng bái đường kết hôn. Tuy nhiên sau khi Chu Từ Huyên tỉnh dậy, anh không muốn thừa nhận mối quan hệ của họ là phu thê, cô quá đau lòng, cuối cùng mất tung tích. |
| Thư Sướng        | Thư Uyển Tâm                 | Con gái đại thần Thư Kiến, yêu Mạnh Tường Hòa. |
| Tư Cầm Cao Oa    | Thái Hoàng Thái Hậu          | Hiếu Trang Văn Thái hoàng thái hậu, là Hoàng tổ mẫu của Khang Hi. |
| Trương Duy Na    | Hoàng hậu                    | Hách Xá Lý thị. |
| Khương Hồng      | Tuyết Y Cư Sĩ                | Lục sư phụ, gián điệp do Ngô Tam Quế cài vào Minh châu cốc. |
| Hà Trung Hoa     | Lý Định Quốc                 | Đại sư phụ, cha của Lý Dịch Hoan, sống ở Minh châu cốc. |
| Hà Trung Hoa     | Lý Công Công                 | Em trai thất lạc của Lý Định Quốc, nhập cung làm thái giám hầu cận Thái hoàng thái hậu, bị Ngao Bái xúi giục giết hoàng thượng. |
| Tôn Úy           | Phàn Thiến Ảnh               | Người của Minh Châu cốc, yêu Ngô Ứng Kỳ. |
| Lưu Học Nghĩa    | Ngô Ứng Kỳ                   | Con thứ của Ngô Tam Quế, yêu Phàn Thiến Ảnh. |
| Hàn Thừa Vũ      | Diệp Mặc Thanh               | Đệ tử Minh Châu cốc, là sư huynh của Lý Dịch Hoan, yêu Lý Dịch Hoan. Sau này phản bội Minh Châu cốc. Tên thật là Diệp Hách Na Lạp Mặc Thanh ( Đoạn kết bị xóa: Mặc Thanh hợp lực với nhiều người khác của Khang Hi để truy lùng Chu Từ Huyên, khiến Lý Dịch Hoan, người đi cùng anh lầm tưởng rằng Khang Hi đã giết anh ta và vô cùng căm ghét Khang Hi. ) Ngoài ra bí danh của anh ta khi làm việc cho triều đình nhà Thanh đó là Hắc Hồ. |
| Huỳnh Hải Băng   | Vĩnh Lịch đế                 | Hoàng đế cuối cùng của Nam Minh. |
| Mẫn Xuân Hiểu    | Vương Hoàng Hậu              | Hoàng hậu cuối cùng Nam Minh. |
| Trương Đồng      | Trần Thắng Nam               | Nhị sư phụ ở Minh Châu cốc. |
| Lưu Tích Minh    | Phàn Ly                      | Thái y Nam Minh, tam sư phụ, cha của Phàn Thiến Ảnh. |
| Tu Khánh         | Diệp Minh Chương             | Cha của Diệp Mặc Thanh, tứ sư phụ, gian tế của nhà Thanh trong Minh Châu cốc. Tên thật là Diệp Hách Na Lạp Minh Chương, cũng có bí danh khi làm nội gián đó là Hắc Hồ. |
| Đồng Đồng        | Đường Nhất Thủ               | Ngũ sư phụ, bị Diệp Minh Chương giết. |
| Hoàng Quyên      | Tấn vương phi                | Vợ của Lý Định Quốc. |
| Nhâm Gia Luân    | Lý Tự Hưng                   | Con trai Lý Định Quốc. |
| Lư Tinh Vũ       | Sách Ngạch Đồ                | Đại thần của Khang Hi, thúc thúc của hoàng hậu |
| Tiêu Vinh Sinh   | Ngao Bái                     | Một trong tứ đại phụ chính, sau làm phản và giả bị điên. |
| Tạ Ninh          | Lưu Đức Chiêu                | Tuần phủ Giang Tây, một viên quan tham nhũng. |
| Đới Tử Tường     | Mạnh Tường Hòa               | Người yêu của Thư Uyển Tâm |
| Lưu Lập Vĩ       | Ngô Tam Quế                  | Người sát hại Vĩnh Lịch đế, có âm mưu tạo phản, cha của Ngô Ứng Kỳ |
| Vương Ngạn Thiền | Tần thị                      | Trắc phi của Ngô Tam quế |
| Trương Tử Mộc    | Lý Dịch Hoan (lúc nhỏ)       | |
| Hứa Thước        | Tuyết Khuynh Thành (lúc nhỏ) | |
| Vương Nhất Hàm   | Phàn Thiến Ảnh (lúc nhỏ)     | |

## Nhạc phim
| STT | Nhan đề                                                           | Phổ lời | Phổ nhạc        | Trình bày        | Thời lượng |
| --- | ----------------------------------------------------------------- | ------- | --------------- | ---------------- | ---------- |
| 1.  | "Minh Châu (明珠)" (Mở đầu)                                       | Hải Lôi | Giản Hoằng Diệc | Hoàng Linh       | 04:24      |
| 2.  | "Thiên địa mi gian (天地眉间)" (Kết thúc)                         | Hải Lôi | Giản Hoằng Diệc | Thường Thạch Lỗi | 03:48      |
| 3.  | "Tương tư không đến (思无来)" (Nhạc dạo)                          | Hải Lôi | Giản Hoằng Diệc | Mao Trạch Thiểu  | 03:05      |
| 4.  | "Nhất tiễn mai thuyền qua ngô giang (一剪梅·舟过吴江)" (Nhạc dạo) | Hải Lôi | Giản Hoằng Diệc | Mao Trạch Thiểu  | 01:37      |
| 5.  | "Bán thế chân nhất thế thương (半世真一世傷)" (Nhạc dạo)          | Hải Lôi | Hướng Bưu Nhị   | Giản Hoằng Diệc  | 04:11      |
| 6.  | "Tuyết khuynh thành (雪傾城)" (Nhạc dạo)                          | Hải Lôi | Giản Hoằng Diệc | Mao Trạch Thiểu  | 04:37      |